# Bijakovići
Bijakovići (en cirílico: Бијаковићи) es un pueblo de Bosnia y Herzegovina. Se encuentra ubicado en el municipio de Čitluk, en el Cantón de Herzegovina-Neretva y en la Federación de Bosnia y Herzegovina. Según los primeros resultados del censo bosnio de 2013, tiene 1.491 habitantes.

## Geografía
El terreno alrededor de Bijakovići es montañoso al sureste, pero al noroeste es plano. El punto más alto en las cercanías está a 345 metros sobre el nivel del mar, a 1.0 km al sureste de Bijakovići.  
Alrededor de Bijakovići, está bastante densamente poblado, con 93 habitantes por kilómetro cuadrado. 
La comunidad principal más cercana es Mostar a 19,9 kilómetros al noreste de Bijakovići.
El área alrededor de Bijakovići se compone principalmente de pastizales.   
El clima costero prevalece en el área. La temperatura media anual en la zona es de 14 ° C . El mes más cálido es julio, cuando la temperatura promedio es de 27 °C, y el más frío es enero, con 2 °C. Su precipitación media anual es de 2 132 milímetros. El mes más seco es febrero, con 298 mm de precipitación en promedio , y el más seco es agosto, con 60 mm de lluvia. 

## Demografía

### Comunidad local
En 1991, Bijakovići formaba parte de la comunidad local de Međugorje -Bijakovići que tenía 2.178 habitantes.